# Frankenfeld (Dolna Saksonia)
Frankenfeld – gmina w Niemczech, w kraju związkowym Dolna Saksonia, w powiecie Heidekreis, wchodzi w skład gminy zbiorowej Rethem/Aller.